# كاثارين كوكس مايلز
كاثارين كوكس مايلز (بالإنجليزية: Catharine Cox Miles)‏ هي عالمة نفس وأستاذة جامعية أمريكية، ولدت في 20 مايو 1890 في سان خوسيه في الولايات المتحدة، وتوفيت في 11 أكتوبر 1984 في ماريلند في الولايات المتحدة.